# House of the Dragon
House of the Dragon (no Brasil: A Casa do Dragão) é uma série de televisão de drama e fantasia medieval norte-americana criada por Ryan J. Condal e George R. R. Martin para o canal HBO. O desenvolvimento da série foi realizado por Condal e pelo diretor Miguel Sapochnik, com base em eventos narrados na segunda metade do romance Fire & Blood (2018), escrito por Martin. A série é uma prequela de Game of Thrones (2011–2019) e tem como enredo a disputa dos meios-irmãos Rhaenyra Targaryen e Aegon II pela posse do Trono de Ferro dos Sete Reinos de Westeros. House of the Dragon estreou em 21 de agosto de 2022 e logo se tornou a maior estreia de uma série na história do canal HBO em solo americano, atraindo quase 10 milhões de telespectadores em todas as suas plataformas. Além disso, a série também recebeu inúmeras críticas positivas de especialistas do entretenimento, sendo considerada por alguns melhor ou similar a série título da franquia.
A série recebeu um sinal verde para ser produzida em outubro de 2019, com o elenco começando a ser divulgado em julho de 2020 e fotografia principal começando em abril de 2021 no Reino Unido. A primeira temporada da série foi filmada em diversos lugares da Europa, entre eles estão: a Cornualha, Peak District e Hertfordshire na Inglaterra; Monsanto em Portugal; e cidades espanholas como Cáceres, Trujillo, Granada e Lloret de Mar. Devido ao grande sucesso imediato, em menos de uma semana depois da exibição do primeiro episódio, a série foi oficialmente renovada para a segunda temporada por um comunicado enviado pela assessoria da HBO. House of the Dragon também recebeu o prêmio de Melhor Série de Televisão Dramática no Globo de Ouro de 2023 e Emma D'Arcy foi indicada para Melhor Atriz em Série Dramática. A série recebeu nove indicações ao Primetime Emmy Award, incluindo Melhor Série de Drama, e ganhou três British Academy Television Craft Awards.
A segunda temporada da série estreou no canal HBO e no streaming Max em 16 de junho de 2024. Devido a data de estreia, o drama fantasioso ficou de fora do Emmy de 2024, uma vez que, o prazo limite para entrar na disputa pelo prêmio no devido ano era até 31 de maio. O episódio de estreia da segunda temporada, "A Son for a Son", na HBO americana, obteve uma audiência de 1,3 milhões de telespectadores, 50% menor em relação ao primeiro episódio da série em 2022, que obteve 2,3 milhões. Mundialmente, o episódio também foi inferior à estreia da série com 7,8 milhões, 22% a menos do que os 10 milhões de 2022. Apesar disso, manteve o alto padrão de produção e narrativa, com uma cinematografia impressionante e performances fortes de seu elenco principal. Dias antes da estreia da segunda temporada, a HBO anunciou que a série seria renovada para um terceiro ano. Em publicação nas redes sociais, um vídeo dizia "A Dança dos Dragões continua".

## Premissas

### 1ª Temporada (2022)
Cento e setenta e três anos antes de Game of Thrones, os Sete Reinos estavam no auge da prosperidade e riqueza durante o governo de Viserys I Targaryen, que já reinava por nove anos após suceder seu avô, o velho rei Jaehaerys, o Conciliador. Viserys é pai de Rhaenyra, uma jovem bastante orgulhosa e teimosa, mas com um carisma, beleza e inteligência que a levaram a ter o respeito esperado para uma princesa. Há também o príncipe Daemon Targaryen, o irmão sagaz e violento do rei que tem uma desavença amarga com sir Otto Hightower, o Mão do Rei. Daemon é o herdeiro aparente de Viserys, mas sua posição é ameaçada quando a esposa de seu irmão, a rainha Aemma Arryn, fica grávida novamente e presume-se que seu bebê seja um menino, mas, a rainha acaba morrendo no parto com a criança. Viserys é então influenciado por Otto a nomear sua filha Rhaenyra como herdeira do trono e colocar Daemon de lado na linha sucessória. Porém, ao passar de vários anos, o rei Viserys casa-se novamente e acaba tento outros filhos com Alicent Hightower, filha de Otto, o que logo põe a questão de sucessão em dúvida, já que a tradição sempre favorece o herdeiro masculino. A situação fica ainda mais desfavorável para Rhaenyra quando seus três filhos tem a legitimidade deles questionada pela rainha Alicent, causando um atrito maior entre as duas mulheres que uma vez já foram melhores amigas na adolescência.

### 2ª Temporada (2024)
Após a morte do rei Viserys, vítima de uma severa necrose, a rainha Alicent ficou convencida de que seu filho, príncipe Aegon, foi nomeado herdeiro do trono através dos delírios de seu falecido marido. Diante disso, sir Otto Hightower realiza um golpe de Estado, apoiado por alguns lordes, a fim de colocar seu neto no Trono de Ferro. Sir Criston Cole coroa o jovem príncipe como rei Aegon II, diante de uma multidão no Fosso dos Dragões que é obrigada a lhe declarar apoio. As más notícias chegam de forma avassaladoras para Rhaenyra, que ao ser proclamada rainha legítima dos Sete Reinos em Dragonstone, busca uma forma diplomática para resolver a situação. Ela tenta minar o desejo impulsivo de seu tio Daemon, agora seu marido permitido por tradição, de declarar guerra contra a facção Verde. Infelizmente, o esforço de Rhaenyra é posto de lado quando a situação se torna mortal para um de seus filhos, Lucerys, deixando-a sem opção a não ser declarar guerra. Liderando seus apoiadores, os Pretos, ela buscará formas de derrotar aqueles que usurparam seu direito de ser a Senhora dos Sete Reinos e Protetora do Império.

## Elenco e personagens
A lista abaixo contém apenas os atores que foram creditados na sequência de abertura como principais da série.
- Paddy Considine como Viserys I Targaryen (1ª temporada): O quinto rei dos Sete Reinos, Viserys é conhecido como "um homem caloroso, gentil e decente". Ele foi escolhido por um conselho de lordes para suceder seu avô, o rei Jaehaerys I Targaryen, como rei. Viserys é o primogênito do segundo filho do rei Jaehaerys, o príncipe Baelon Targaryen, e sua irmã-esposa, a princesa Alyssa Targaryen.[20]
- Matt Smith como Daemon Targaryen: O irmão mais novo do rei Viserys I Targaryen e tio/marido da princesa Rhaenyra Targaryen. Conhecido como o "Príncipe Canalha" por seu comportamento imprevisível, Daemon também é um guerreiro feroz e empunha a espada de aço valiriano Irmã Sombria. Ele é um cavaleiro de dragão experiente que monta o dragão Caraxes, também conhecido como o "Wyrm de Sangue".[21]
- Emma D'Arcy como Rhaenyra Targaryen: Filha do rei Viserys I Targaryen e herdeira aparente, é a primogênita e única criança sobrevivente de Viserys e sua primeira esposa, a rainha Aemma Arryn. Ela foi elogiada como o "Deleite do Reino" durante sua juventude. Ela é coroada rainha por seus partidários, os "pretos", depois que seu meio-irmão usurpou o trono. Ela é uma cavaleira de dragão que monta o dragão Syrax.[22]
  - Milly Alcock interpreta a jovem Rhaenyra Targaryen (1ª temporada).
- Olivia Cooke como Alicent Hightower: Ex-melhor amiga da princesa Rhaenyra Targaryen, e mais tarde a segunda esposa e rainha consorte do rei Viserys I Targaryen, Alicent foi criada na Fortaleza Vermelha como parte do círculo íntimo do rei e é conhecida como a mulher mais bonita dos Sete Reinos. Ela possui uma graça cortês e uma aguda perspicácia política.[23]
  - Emily Carey interpreta a jovem Alicent Hightower (1ª temporada).
- Rhys Ifans como Otto Hightower: O pai da rainha Alicent e a Mão do Rei no pequeno conselho, tanto durante o reinado de Viserys I Targaryen, quanto no do rei Aegon II Targaryen. Quando sua filha Alicent se tornou rainha, ele começou a conspirar para colocar o filho mais velho dela, Aegon, no Trono de Ferro, em vez de Rhaenyra. Ele é retratado como alguém cuja lealdade e confiança estão com a família Targaryen, e é conhecido por sua antipatia explícita pelo irmão do rei Viserys I, o príncipe Daemon.[24]
- Steve Toussaint como Corlys Velaryon: Conhecido como "Serpente Marinha", o lorde Corlys é o senhor da Casa Velaryon e o marinheiro mais famoso da história de Westeros. Ele é um homem aventureiro e ambicioso, que construiu não só sua reputação mas também a riqueza de sua casa.[25]
- Eve Best como Rhaenys Targaryen: Prima mais velha do rei Viserys I Targaryen e esposa do lorde Corlys Velaryon. A princesa Rhaenys é filha única do príncipe Aemon Targaryen, herdeiro aparente e filho mais velho do rei Jaehaerys I Targaryen, e Jocelyn Baratheon, meia-irmã de Jaehaerys. Conhecida como a "Rainha Que Nunca Foi", ela já foi candidata a suceder seu avô como governante dos Sete Reinos, mas os lordes não a aceitaram e seu primo mais novo, Viserys, se tornou rei devido ao seu gênero. Ela é uma formidável cavaleira de dragão que monta o dragão Meleys, também conhecido como a "Rainha Vermelha".[26]
- Sonoya Mizuno como Mysaria: Uma dançarina de bordel nascida no exterior que se tornou a amante e confidente mais confiável do príncipe Daemon Targaryen até que finalmente se separaram. Mais tarde, ela é conhecida como o "Verme Branco" e lidera uma rede de espiões em King's Landing
- Fabien Frankel como Criston Cole: Um espadachim habilidoso das Marcas Dornesas e filho do administrador do Lorde de Blackhaven, escolhido a dedo pela princesa Rhaenyra para se tornar um membro da Guarda Real do rei Viserys I Targaryen.
- Graham McTavish como Harrold Westerling: Um cavaleiro experiente da Guarda Real que serviu à Coroa desde o rei Jaehaerys I Targaryen. Ele foi encarregado de vigiar e proteger a princesa Rhaenyra Targaryen. Mais tarde, ele substitui sir Ryam Redwyne como o Senhor Comandante da Guarda Real.
- Matthew Needham como Larys Strong: O filho mais novo do lorde Lyonel Strong, ele é conhecido como "Pé Torto" devido a uma anormalidade de nascimento que o faz mancar. Ele é o confidente de confiança da rainha Alicent e mais tarde serve como o Lorde Confessor.
- Jefferson Hall como gêmeos idênticos:
  - Jason Lannister: O Senhor de Casterly Rock, chefe da Casa Lannister e Protetor do Oeste. Um caçador arrogante e um guerreiro, ele disputa sem sucesso a mão da princesa Rhaenyra Targaryen.
  - Tyland Lannister: O irmão gêmeo mais novo do lorde Jason Lannister e um político astuto. Ele substitui o lorde Corlys Velaryon como Mestre dos Navios no pequeno conselho do rei Viserys I Targaryen. Mais tarde, ele substitui o lorde Lyman Beesbury como o Mestre da Moeda após a ascensão do rei Aegon II Targaryen.
- Harry Collett como Jacaerys "Jace" Velaryon: O filho primogênito da princesa Rhaenyra Targaryen e sir Laenor Velaryon. Ele é um cavaleiro de dragão que monta o jovem dragão Vermax.
  - Leo Hart interpreta o jovem príncipe Jacaerys Velaryon (recorrente na 1ª temporada).
- Tom Glynn-Carney como Aegon II Targaryen: O sexto rei dos Sete Reinos. Ele é o filho primogênito do rei Viserys I Targaryen e da rainha Alicent Hightower, meio-irmão da princesa Rhaenyra Targaryen, marido de sua esposa-irmã Helaena Targaryen e pai de seus filhos Jaehaerys, Jaehaera e Maelor. Apesar dos melhores esforços de sua mãe, seu hedonismo e depravação são lendários na Rua da Seda de King's Landing. Ele é um cavaleiro de dragão que monta o jovem dragão Sunfyre.
  - Ty Tennant interpreta o jovem príncipe Aegon Targaryen (recorrente na 1ª temporada).
- Ewan Mitchell como Aemond Targaryen: O terceiro filho e segundo filho do rei Viserys I Targaryen e da rainha Alicent Hightower. O príncipe Aemond aspira ser um cavaleiro de dragão e mais tarde reivindica o dragão Vhagar. Ele é conhecido como "Aemond Caolho" depois de perder o olho esquerdo em uma briga com seus sobrinhos, e ao crescer, ele se tornou um guerreiro temível e agressivo.
  - Leo Ashton interpreta o jovem príncipe Aemond Targaryen (recorrente na 1ª temporada).
- Phia Saban como Helaena Targaryen: A segunda filha e filha única do rei Viserys I Targaryen e da rainha Alicent Hightower, irmã-esposa do rei Aegon II Targaryen e mãe de seus filhos. Ela tem um interesse único em insetos e costuma falar em linguagem profética enigmática. Ela é uma cavaleira de dragão que monta o dragão Dreamfyre.
  - Evie Allen interpreta a jovem princesa Helaena Targaryen (recorrente na 1ª temporada).
- Bethany Antonia como Baela Targaryen: A filha mais velha do príncipe Daemon Targaryen e Laena Velaryon. Ela é uma cavaleira de dragão que monta o jovem dragão Moondancer.
  - Shani Smethurst interpreta a jovem Baela Targaryen (recorrente na 1ª temporada).
- Phoebe Campbell como Rhaena Targaryen: A filha mais nova do príncipe Daemon Targaryen e Laena Velaryon. Ela possui um ovo de dragão, embora ainda não tenha eclodido.
  - Eva Ossei-Gerning interpreta a jovem Rhaena Targaryen (recorrente na 1ª temporada).
- Kurt Egyiawan como Orwyle (2ª temporada; recorrente na 1ª temporada): Um meistre da Cidadela que substitui Mellos como Grande Meistre no pequeno conselho do rei Viserys I Targaryen e continua a ocupar seu cargo sob o comando do rei Aegon II Targaryen.
- Kieran Bew como Hugh (2ª temporada): Um ferreiro em King's Landing.
- Abubakar Salim como Alyn de Hull (2ª temporada): Um marinheiro a serviço da Casa Velaryon.
- Tom Taylor como Cregan Stark (2ª temporada): O jovem Lorde de Winterfell, chefe da Casa Stark e Guardião do Norte.

## Episódios
| Temporada | Temporada | Episódios | Episódios | Originalmente exibido | Originalmente exibido |
| Temporada | Temporada | Episódios | Episódios | Estreia da temporada  | Final da temporada    |
| --------- | --------- | --------- | --------- | --------------------- | --------------------- |
|           | 1         | 10        | 10        | 21 de agosto de 2022  | 23 de outubro de 2022 |
|           | 2         | 8         | 8         | 16 de junho de 2024   | 4 de agosto de 2024   |

## Produção

### Desenvolvimento
O anúncio da produção da série derivada de Game of Thrones ocorreu em 29 de outubro de 2019, durante um evento da WarnerMedia, em que a empresa apresentou as principais novidades da nova plataforma de streaming HBO Max. A HBO logo encomendou a produção de 10 episódios completos para a primeira temporada da série. O presidente de programação da HBO, Casey Bloys, afirmou que estava animado para expandir o universo da saga A Song of Ice and Fire para a televisão. A criação da série é de Ryan Condal, co-criador da série Colony, que também atua como showrunner ao lado de Miguel Sapochnik, ganhador do Emmy de melhor direção por sua contribuição em Game of Thrones.
Condal revelou que já conhecia o universo de A Song of Ice and Fire há 20 anos quando leu A Game of Thrones (1996) na faculdade e desde então se tornou fã das obras de Martin. Ao trabalhar para a HBO em Santa Fé, Arizona, cidade de Martin, ele pediu para seu agente convidar Martin para um jantar e que desde esse jantar, eles se tornaram amigos. Anos mais tarde, quando os pitchings para as séries derivadas de Game of Thrones começaram a ser encomendados, Condal já tinha em mente uma possível adaptação para desenvolver.
| “                                                    | A razão pela qual eu conheço George, foi porque eu o persegui quando estava fazendo um piloto em Santa Fé, onde ele tem uma casa. Eu sabia que ficaria lá por dois meses, então apenas disse aos meus agentes: 'Ei, eu sei que George mora na área, posso pagar um jantar para ele enquanto estou aqui'. Então saímos, nos demos bem, ele gostou de mim, gostou que eu trouxe uma ideia legal para filmar. | ” |
| — Ryan Condal para o podcast Take the Black Podcast, | |   |

A princípio, Condal tinha em mente adaptar as histórias de Tales of Dunk and Egg, contos sobre o cavaleiro andante Dunk, que se tornaria um membro lendário da Guarda Real, o sir Duncan, o Alto. Além dele, é mostrado a história de seu escudeiro Egg, que se tornaria o futuro rei Aegon V Targaryen. “Eu pensei muito e apaixonadamente por Dunk and Egg como uma ideia de spin-off, porque achei que era um ótimo caminho a seguir”, disse Condal.  “Com a série original, como você a segue?  É tão grande, é tão abrangente, é tão bem-sucedido. A única maneira de fazer isso é ir contra a corrente, mostrar esse tipo de 'Lobo Solitário' e 'Filhote', um espadachim errante pelo campo." Apesar da HBO gostar da história de Dunk e Egg, Martin deseja terminar de escrever essas histórias antes que sejam adaptadas.
O escritor George R. R. Martin recebeu o crédito de co-criador da série e produtor executivo ao lado de Condal, Sapochnik, Vince Gerardis e Casey Bloys. Martin envolveu-se na criação da estrutura da história para a adaptação, além de ajudar Condal na escrita do episódio piloto. Sobre o desenvolvimento de House of the Dragon, Martin disse que Ryan J. Condal e Miguel Sapochnik realizaram um "trabalho incrível". Comentando em uma publicação de seu blog, ele afirmou: "Assim como em Game of Thrones, a maioria dos espectadores terá apenas ouvido falar de alguns dos nomes, mas você vai se apaixonar por muitos deles. Apenas para ter o coração partido mais tarde, quando... não, isso seria dizer demais", disse Martin, ao manter o sigilo sobre a nova produção.
A direção da série foi feita por Sapochnik, Clare Kilner e Geeta V. Patel. Greg Yaitanes também dirigiu a série e atuou como um co-produtor executivo. Em 3 de dezembro de 2020, na conta oficial do HBO no Twitter, foi postado duas artes conceituais de dois dragões, anunciando que a produção iria começar em 2021. Antes mesmo da primeira temporada estrear, segundo o site Redaninan Intelligence, a HBO deu sinal verde para o desenvolvimento de uma segunda temporada para a série. Os roteiros da segunda temporada começaram a serem escritos em segredo. Um novo Trono de Ferro foi construído pela equipe artística da série com 2.500 espadas, a fim de ficar um pouco similar ao trono imaginado por George R. R. Martin na série literária. Segundo uma matéria da Entertainment Weekly, materiais vindo da série The Witcher e do filme Warcraft: O Primeiro Encontro de Dois Mundos, foram utilizados na confecção do novo trono que é o principal símbolo de poder em Westeros.
Em 26 de agosto de 2022, a série foi oficialmente renovada para a segunda temporada. Alan Taylor, que dirigiu alguns episódios de Game of Thrones, entrou para equipe na segunda temporada e atuará como produtor executivo e diretor. Hess disse à Variety no final de dezembro de 2022 que a maior parte da 2ª temporada foi escrita e inclui um plano de vingança contra Alicent após os eventos do final da primeira temporada. A segunda temporada consistirá em oito episódios e teve a estreia marcada para meados de 2024.  Em seu blog pessoal em dezembro de 2023, Martin afirmou que a terceira e a quarta temporadas estavam sendo escritas.
A HBO deu sinal verde para a terceira temporada de House of the Dragon em 13 de junho de 2024, apenas alguns dias antes da estreia da segunda temporada. Em agosto de 2024, durante uma coletiva de imprensa, Ryan Condal revelou que a prequela de Game of Thrones iria ser composta por quatro temporadas. Condal também confirmou que a terceira temporada estava sendo escrita naquele momento e com o plano de entrar em produção no início de 2025. Para o The Hollywood Reporter ele disse: “Quando você é um showrunner, você está sempre na posição de ter que equilibrar a narrativa e os recursos que você tem disponíveis para contar essa história [...] Queríamos reequilibrar a história de tal forma que tivéssemos três grandes temporadas de televisão [após a temporada 1] para completar e contar essa história”.

### Escrita
George R. R. Martin explicou em uma postagem em seu blog em 20 de fevereiro de 2022, como a série foi desenvolvida desde a concepção até a atribuição de roteiros específicos para a primeira temporada. Na fase inicial de produção, o próprio Martin colaborou com Ryan Condal em um roteiro piloto para o primeiro episódio. Quando o piloto da prequela sobre a Longa Noite chamado Bloodmoon de Jane Goldman foi repentinamente rejeitada em outubro de 2019, a HBO deu luz verde para uma primeira temporada completa de House of the Dragon – pulando apenas o piloto – surpreendendo até mesmo Condal.

"Foi um desafio, houve muito mais criação de mundo porque ela [Jane] definiu o dela 8.000 anos antes do show [a série principal], então exigia muito. Uma das coisas sobre House of Dragons é que há um texto, há um livro, o que tornou um pouco mais parecido com um roteiro para uma série."

— Casey Bloys para a Deadline Hollywood sobre o motivo do cancelamento de Bloodmoon e o interesse em House of the Dragon.
Em entrevista ao podcast Coupledom de Idris e Sabrina Elba, Ryan Condal comentou que o roteiro prometia se assemelhar com a obra original de Martin e que ele estava comprometido a fazer isso. Ele afirmou: "Eu prometi a ele [Martin] desde o início que farei uma adaptação do material o mais fiel possível, entendendo que certas coisas precisam mudar e ser inventadas porque estamos colocando isso em um meio visual."
Nos estágios iniciais e imaginando a série como um todo além da primeira temporada, Condal e Martin tiveram uma "mini sala de roteiristas" com os roteiristas Claire Kiechel, Wes Tooke e Ti Mikkel. Todos os três contribuíram com ideias para a série como um todo, mas Kiechel e Tooke partiram para outros projetos antes que o processo de escrita em roteiros específicos da primeira temporada começasse (portanto, eles não faziam parte das reuniões da mesa redonda da "sala dos roteiristas" na primeira temporada). Ti Mikkel, no entanto, é uma assistente de escrita de Martin, e permaneceu como parte das reuniões da sala de roteiristas para a primeira temporada (embora ela não seja creditada por escrever um episódio específico, Martin a menciona ao lado dos outros como parte da equipe de redação da primeira temporada). O próprio Martin também não pôde contribuir com um roteiro completo específico para a primeira temporada devido a seus outros compromissos de escrita.  Martin confirmou, no entanto, que "eu co-criei a série com Ryan e ajudei a dar forma, e ele e eu estamos em contato constante desde então".

#### Diferenças criativas entre Condal e Martin
Em 2025, o showrunner Ryan Condal discutiu tensões criativas com o autor George R. R. Martin, citando desacordos sobre a adaptação do material do livro de Martin. Em uma entrevista para Entertainment Weekly, Condal descreveu a colaboração passada como "mutuamente frutífera", mas observou que diferenças haviam se desenvolvido em relação à direção narrativa do programa.
A fricção relatada seguiu um post em blog, desde então excluído, de Martin em setembro de 2023, no qual ele criticou mudanças feitas por Condal e HBO ao material de origem. Condal afirmou que tomou conhecimento do post indiretamente e expressou decepção com a situação. Ele defendeu as escolhas criativas feitas na série, incluindo a exclusão do personagem Maelor Targaryen da segunda temporada, citando limitações de produção e a natureza interpretativa de Fire & Blood, que apresenta eventos como relatos históricos em vez de cânon definitivo.
Condal reconheceu a dificuldade de adaptar uma narrativa complexa e expansiva dentro das limitações da produção televisiva e expressou esperança por uma futura reconciliação com Martin.

### Conteúdo

Capa da 1ª edição norte-americana do Fire & Blood, livro que serve como base para House of the Dragon

O livro Fire & Blood foi lançado em 2018 e se passa 300 anos antes de A Game of Thrones, primeiro livro da saga A Song of Ice and Fire, que inspirou o desenvolvimento de Game of Thrones. O livro contém a origem da Casa Targaryen, uma casa nobre e eventualmente a principal dinastia dos Sete Reinos do continente de Westeros. Fire & Blood aborda os primeiros 150 anos de dinastia que foram marcados por grandes batalhas. Apesar de ser baseado nesse livro, House of the Dragon não aborda o conteúdo completo do enredo do romance e apenas adapta os eventos ocorridos antes e durante a guerra civil conhecida como "A Dança dos Dragões", uma série de conflitos iniciada por integrantes da Casa Targaryen. Os principais beligerantes da Dança dos Dragões são Rhaenyra Targaryen e seu meio-irmão Aegon II, ambos filhos do rei Viserys I, que após a morte deste último dividem a família e casas vassalas em duas facções predominantes conhecidas como "Os Negros" e "Os Verdes", a fim de conquistar o trono. Esses conflitos também são mencionados nos contos de Martin, The Princess and the Queen e The Rogue Prince, onde cada um foi lançado em um livro de antologia de contos, sendo eles Dangerous Women (2013) e Rogue (2014), respectivamente. Os eventos de The Rogue Prince antecedem a guerra civil narrada em The Princess and the Queen e tem como protagonista o príncipe Daemon Targaryen, que de acordo com quem narrada a história, ele tem um temperamento forte e ao mesmo tempo charmoso, sendo conhecido como um príncipe malandro ("the rogue prince").
Durante a San Diego Comic-Con 2022, o autor George R. R. Martin revelou que House of the Dragon é inspirada em um turbulento momento histórico vivido pela Inglaterra no século 12. Trata-se do fim do reinado de Henrique I que deu lugar a um período conhecido como “A Anarquia”. Após a morte do príncipe herdeiro Guilherme Adelino em um naufrágio no ano 1120, o rei Henrique I nomeou sua filha Matilde como sua sucessora ao trono inglês. Ele fez sua corte jurar lealdade a ela, porém, apesar de os desejos do rei serem claros, os nobres não gostaram da possibilidade de ter uma mulher como governante deles. Quando Henrique veio à óbito em 1135, o primo de Matilde, Estêvão de Blois, usurpou o trono com o apoio de seu irmão, Henrique de Blois. Ainda que tivesse o apoio do clero e da nobreza, Estêvão logo se viu ameaçado pela reivindicação de Matilde. Seu regime também foi caracterizado por uma onda de agitação social, fragmentação política e colapso da lei e da ordem.

#### Diferenças em relação à literatura
No universo da série literária, os membros da Casa Velaryon são geralmente descritos como tendo "cabelos dourados prateados, pele pálida e olhos violeta", semelhantes aos Targaryen. No entanto, Condal e Sapochnik queriam introduzir mais diversidade racial com seu elenco. Game of Thrones foi criticado por não ter um elenco diversificado e incluir estereótipos culturais. Como resultado, a Casa Velaryon é retratada como negra na série de televisão. De acordo com Condal, Martin, enquanto escrevia os romances, considerou fazer dos Velaryons uma casa de aristocratas negros que viajaram para Westeros da área culturalmente diversa de Valíria.  Apesar das críticas iniciais dos fãs à mudança de etnia, publicações e comentaristas afirmaram que isso ajudou a distinguir entre a grande quantidade de personagens entre as duas famílias.

"Era muito importante para mim e para o Miguel criarmos uma série que não fosse mais um bando de brancos na tela. Queríamos encontrar uma maneira de colocar diversidade no show, mas não queríamos fazer isso de uma forma que parecesse uma reflexão tardia ou, pior, tokenismo".

—Ryan Condal em julho de 2022 para a Entertainment Weekly
Fire & Blood é escrito no estilo de um livro de história, com autoria de um historiador fictício do universo que estuda a dinastia Targaryen e vários conflitos civis. Os romances de A Song of Ice and Fire são, no entanto, mais imersivos, com cada capítulo escrito em uma perspectiva limitada de terceira pessoa do ponto de vista imediato de um personagem. Como resultado, alguns relatos de eventos registrados em Fire & Blood são narrações de segunda mão que são potencialmente especulativas ou distorcidas, tornando o narrador não confiável do ponto de vista do leitor. Em um esforço para tornar a história mais clara para os telespectadores, os escritores do programa decidiram retratar os eventos do livro em ordem cronológica de uma perspectiva de terceira pessoa.

### Escolha de elenco
A escolha do elenco iniciou em julho de 2020. O ator Paddy Considine foi escalado em 5 de outubro de 2020 para interpretar o Rei Viserys I. Em 12 de dezembro de 2020, Olivia Cooke, Matt Smith e Emma D'Arcy foram escalados para interpretarem Alicent Hightower, Daemon Targaryen e Rhaenyra Targaryen, respectivamente. Mais quatro atores foram escalados para a série em 11 de fevereiro de 2021, Steve Toussaint, Rhys Ifans, Eve Best e Sonoya Mizuno. Taussaint ganhou o papel de Lorde Corlys Veralyon, enquanto Ifans, Best e Mizuno serão Otto Hightower, Rhaenys Targaryen e Misarya respectivamente. Em abril, Fabien Frankel se juntou ao elenco como Sir Criston Cole. Em maio, Graham McTavish foi visto no set com figurinos. Emily Carey e Milly Alcock foram adicionadas ao elenco em julho de 2021 e serão as versões jovens de Rhaenyra e Alicent.
Para a segunda temporada, Gayle Rankin, Simon Russell Beale, Freddie Fox e Abubakar Salim foram anunciados no dia 24 de abril de 2023, como os novos membros do elenco para interpretar Alys Rivers, Sir Simon Strong, Sir Gwayne Hightower e Alyn de Hull, respectivamente. No final de janeiro de 2025, a Variety anunciou que o ator britânico James Norton havia sido escalado como Ormund Hightower, primo da rainha Alicent, para aparecer na terceira temporada da série. Em março de 2025, Tommy Flanagan e Dan Fogler foram anunciados também como membros do elenco da terceira temporada da série, interpretando Sir Roderick Dustin e Sir Torrhen Manderly, respectivamente. Em abril de 2025, foi anunciado que Tom Cullen, Joplin Sibtain e Barry Sloane se juntaram ao elenco como Sir Luthor Largent, Sir Jon Roxton e Sir Adrian Redfort, respetivamente.

### Filmagens
Apesar de Game of Thrones ter sido filmado no Titanic Studios em Belfast, na Irlanda do Norte, durante todas as suas oito temporadas, House of the Dragon mudou sua base para a Inglaterra, a noroeste de Londres. Os locais de filmagem serão principalmente no Leavesden Studios em Watford, Inglaterra. A instalação já recebeu produções como Star Wars: Episode I - The Phantom Menace, todos os filmes de Harry Potter, Wonder Woman 1984 e entre vários outros.
A fotografia principal da primeira temporada de dez episódios da série começou em abril de 2021. A série foi filmada principalmente no Reino Unido. Durante a última semana de abril de 2021, as filmagens aconteceram na Cornualha, Inglaterra. De acordo com a Lista de Produção, partes da primeira temporada também foram filmadas na Espanha e na Califórnia. House of the Dragon foi a primeira produção a ser filmada no novo estágio de produção virtual do Leavesden Studio da Warner Bros. Em 9 de julho foi confirmado que partes da série também iriam ser filmadas no vilarejo de Monsanto, em Portugal. Em 18 de julho de 2021, a produção foi interrompida por dois dias devido a um caso positivo de COVID-19.
A publicação espanhola Hoy informou que House of the Dragon filmaria na província de Cáceres, no oeste da Espanha, entre 11 e 21 de outubro de 2021. De 26 a 31 de outubro, a série foi filmada em Portugal no Castelo de Monsanto.  Em fevereiro de 2022, a HBO confirmou que House of the Dragon havia terminado a produção de sua primeira temporada.  Os efeitos visuais da série foram produzidos em parte por Pixomondo, que trabalhou em Game of Thrones e recebeu um prêmio Emmy de Melhores Efeitos Visuais. Em outubro de 2022, foi relatado que o palco OSVP no Leavesden Studios, usado na série, estava fechando.
A segunda temporada começou a ser filmada em 11 de abril de 2023, no Warner Bros. Studios, Leavesden em Watford, Inglaterra, e mudou-se para Cáceres, Espanha, em 18 de maio de 2023. A série continuou a ser filmada durante a greve SAG-AFTRA de 2023. Apesar do programa ser originário dos Estados Unidos, o elenco predominantemente britânico trabalha sob regras locais governadas pelo sindicato irmão Equity. As filmagens foram encerradas em 29 de setembro de 2023.

### Músicas
Foi anunciado em setembro de 2022 que Ramin Djawadi iria compôr a trilha sonora da série. Djawadi compôs as músicas de todas as oito temporadas de Game of Thrones, o que lhe rendeu três indicações ao Grammy Awards e duas vitórias no Emmy Awards. Djawadi, junto com os showrunners, decidiu manter a música-tema original de Game of Thrones, que foi apresentada pela primeira vez no segundo episódio de House of the Dragon. Em entrevista ao The A.V. Club, Djawadi afirmou que a música tema original foi usada para "amarrar as séries". Para a primeira temporada, Djawadi, junto com Condal e Sapochnik, assistiu a cada episódio e fez anotações sobre quando a música deveria ocorrer e que clima a música deveria criar. Outras músicas de Game of Thrones também são apresentados em House of the Dragon, incluindo "Dracarys", a melodia para os dragões.

### Idioma fictício
O linguista de Game of Thrones, David J. Peterson, foi chamado pela produção da série para continuar seu trabalho na criação do idioma fictício do Alto Valiriano, idioma esse que está muito presente no decorrer da trama entre a família Targaryen e Velaryon.

### Orçamento
O orçamento geral de produção da primeira temporada de House of the Dragon foi de quase US$ 200 milhões, o que equivale a menos de US$ 20 milhões por episódio. Em comparação, sua série-mãe, Game of Thrones, custou cerca de US$ 100 milhões por temporada, começando com quase US$ 6 milhões por episódio das temporadas um a cinco, cerca de US$ 10 milhões para cada episódio nas temporadas seis e sete, e até US$ 15 milhões cada episódio em sua oitava e última temporada, ganhando $ 285 milhões em lucros por temporada ao longo de suas oito temporadas. O orçamento de marketing, de acordo com o Deadline Hollywood, era superior a US$ 100 milhões, comparável ao orçamento de marketing de um filme de sucesso de bilheteria.

## Lançamento
House of the Dragon teve sua estreia mundial em 21 de agosto de 2022.

### Transmissão internacional
No Brasil a série foi transmitida pela HBO e está disponível no serviço de streaming HBO Max, assim como nos EUA. Em Portugal, a série teve lançamento exclusivo apenas no HBO Max. Na Nova Zelândia, a série foi distribuída pelo canal de TV SoHo da Sky Network Television e pelo serviço de streaming Neon.  Na Índia, o Disney+ Hotstar está definido para distribuir o show. No Reino Unido, Irlanda, Itália, Alemanha, Áustria e Suíça, a série foi ao ar na Sky Atlantic.

## Marketing
O primeiro pôster de divulgação da série foi visto durante o evento da WarnerMedia sobre o futuro lançamento da HBO Max, estampando o brasão da Casa Targaryen com o slogan "Fire Will Reign" ("O Fogo Reinará"). O primeiro vídeo teaser foi lançado em 5 de outubro de 2021. Em 30 de março de 2022, dezessete novos pôsteres promocionais foram divulgados trazendo a data de estreia da série, com cada pôster mostrando um dragão olhando um ovo. Um segundo teaser e pôsteres de membros do elenco principal saíram em 5 de maio de 2022, enquanto o pôster oficial da primeira temporada foi divulgado em 22 de junho destacando Milly Alcock como Rhaenyra Targaryen jovem e o dragão dela, Syrax.

### Temporada 1

Pôster promocional da série com a jovem Rhaenyra Targaryen (Milly Alcock) e seu dragão Syrax.

A Warner Bros. Shops lançou em 22 de junho de 2022 uma variedade de camisetas, jaquetas, capas para laptop, pôsteres, sacolas, mouse pads, capas de iPhone, canecas e várias outras mercadorias, usando a data como o "Day of the Dragon", para promover a série. A maioria dos produtos destacam figuras de dragões de diferentes formas e cores, como são apresentados na série.
A produtora de vinhos americana Vintage Wine Estates e a Warner Bros. Consumer Products lançaram uma seleção de vinhos de House of the Dragon composta por três vinhos. Vinificados e engarrafados pelo selo "Seven Kingdoms Cellars", uma divisão da Vintage Wine Estates, os vinhos incluem um Oregon Pinot Noir da safra 2021 de Oregon, um Blend tinto de 2020 e um Cabernet Sauvignon 2019, ambos da Califórnia, ao preço de 20 dólares cada. Os vinhos da série foram disponibilizados primeiro nos EUA no dia 22 de junho de 2022, podendo ser comprados on-line.
A HBO anunciou em 28 de junho de 2022 que iria lançar um aplicativo relacionado a série chamado "House of the Dragon: DracARys", onde os fãs poderão criar seus próprios dragões virtuais. Desenvolvido pela Pokemon Go Niantic Inc., o aplicativo teve lançamento marcado para o dia 27 de julho de 2022 com disponibilidade na Google Play Store e Apple Store.
Em parceria com a HBO Max, o aplicativo de idiomas Duolingo fez ação para promover produção derivada de Game of Thrones. Um curso do idioma fictício Alto Valiriano ficou disponível do aplicativo, com mais de 150 palavras novas e mais de 700 frases. Ao todo, serão cinco novas unidades no curso. A LATAM Airlines fez uma ativação especial e transmitiu no dia 23 de agosto, o primeiro episódio em voos especiais, saindo de São Paulo, Santiago e Lima com destino a Madrid.
De acordo com o Deadline, esta é a maior campanha de marketing da HBO de todos os tempos e está avaliada em mais de 100 milhões de dólares em gastos de divulgação. David Zaslav, CEO da Warner Bros. disse o seguinte: "Atingimos quase 130 milhões de pessoas apenas nos EUA. Também foi emocionante ver equipes de toda a empresa trabalharem em colaboração com a equipe da HBO no que tem sido uma campanha promocional cruzada sem precedentes. Fizemos tudo isso em apenas alguns meses, mostrando claramente o que podemos realizar quando as nossas redes, plataformas de streaming, canais digitais e sociais trabalham coletivamente em apoio a uma prioridade partilhada."

### Temporada 2
Para a segunda temporada, a HBO convidou os fãs a jurarem lealdade à facção Preta de Rhaenyra ou à facção Verde de Alicent com um pôster digital criado por IA, retratando-os como um personagem de Westeros em um lado da iminente guerra civil da Casa de Targaryen. Essa campanha de marketing ganhou o nome “Raise Your Banners” e os pôsteres podiam ser feitos no endereço eletrônico raiseyourbanners.com, que ficou disponível mundialmente a partir de 10 de junho até o final da 2ª temporada, em 4 de agosto. No site, o usuário podia tirar uma selfie e escolher seu lado, Verde ou Preto. O sistema então gerava um pôster deles como personagens de Westeros junto com o estandarte (banner) do lado escolhido em vários cenários.
Uma semana antes da estreia da segunda temporada, a HBO e a Max divulgaram em suas redes sociais vários pontos turísticos ao redor do mundo exibindo as bandeiras Targaryen tanto da facção Preta, quanto da facção Verde. Alguns dos estandartes eram reais e outras recriadas através de CGI.  Os lugares que levantaram as bandeiras de apoio aos Pretos de Rhaenyra Targaryen, incluía o Obelisco de Buenos Aires (Argentina) a ilha de Gaztelugatxe (Espanha), o Petronas Twin Towers em Kuala Lumpur (Malásia), o Castelo de Chapultepec na Cidade do México (México) e o Resorts World em Las Vegas (Estados Unidos). As bandeiras verdes de Aegon II Targaryen foram hasteadas no International Finance Centre em Hong Kong (China), no Pão de Açúcar na cidade do Rio de Janeiro (Brasil), na Torre Colpatria em Bogotá (Colombia), no Intramuros em Manila (Filipinas), na Torre Eiffel em Paris (França) e no National Gallery em Londres (Reino Unido).

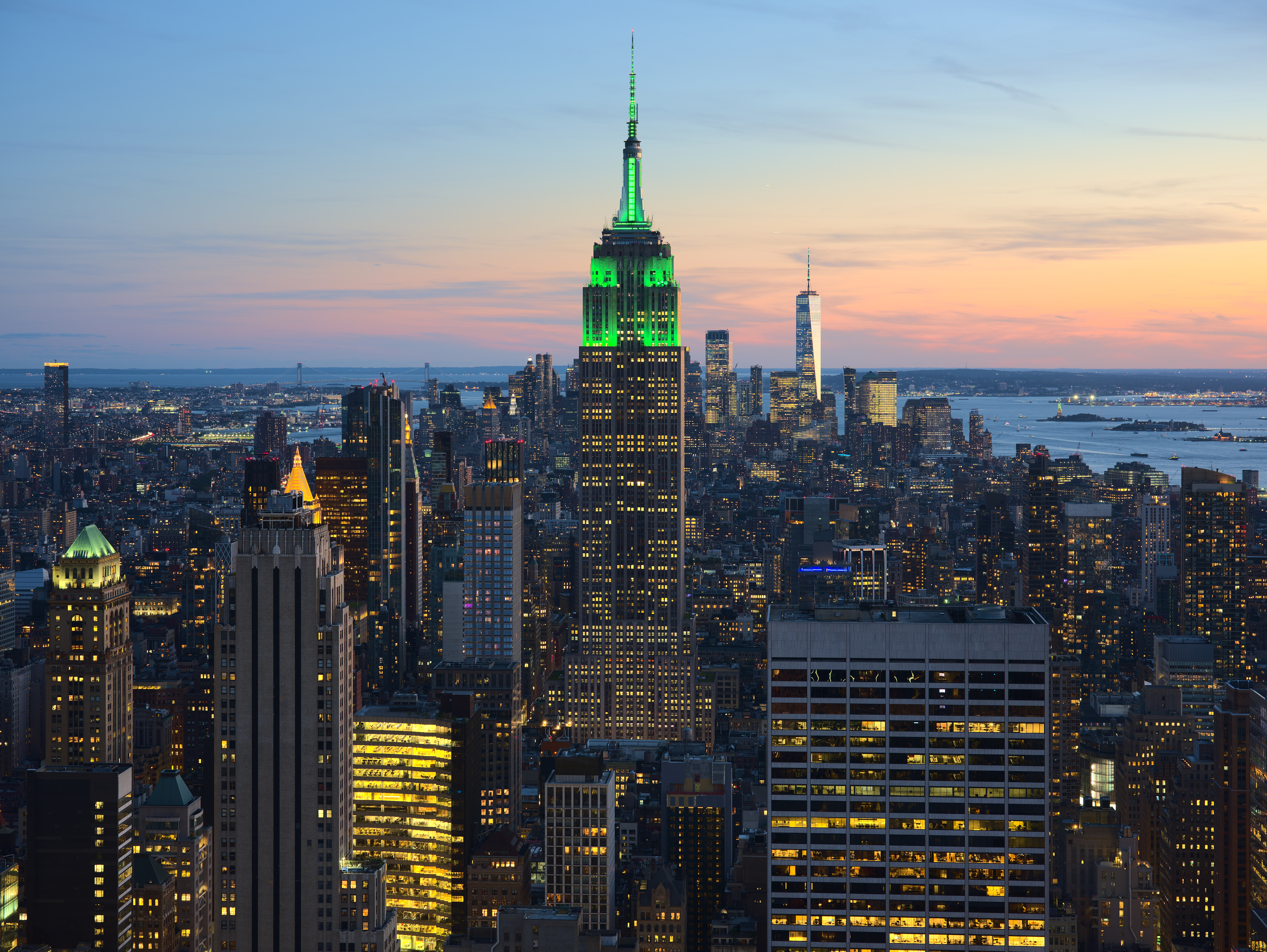
O Empire State Building em Nova York, foi um dos locais escolhidos como apoiador da Facção Verde.

Na cidade de Nova York, Estados Unidos, vários pontos da cidade exibiram suas bandeiras da série, criando um impacto visual marcante e chamando a atenção das pessoas. A cidade ficou dividida em apoio as duas facções fictícias. Locais como a Ponte do Brooklyn, Grand Central Station e Washington Square Park hastearam a bandeira dos Verdes, enquanto a Ponte de Manhattan, Penn Station, Citi Field e Rockefeller Center hastearam a bandeira dos Pretos. Além disso, uma réplica de 270 pés (82 metros) do dragão Vhagar, foi colocada no topo do Empire State Building como "reivindicação da facção Verde."
No Brasil, a Warner Bros. e a 2A1 apresentaram a "Game of Thrones & House of the Dragon Experience", entre 21 de junho a 25 de agosto de 2024, no Shopping Center Norte, São Paulo. Foi uma experiência inspirada nas aclamadas séries e que prometeu uma imersão épica sem precedentes. A exibição conteve recriações oficiais de cenários, adereços, objetos de cena, e efeitos especiais. Uma das atrações dedicou inteiramente a exibição dos majestosos dragões de ambas as séries, apresentando recriações de crânios de dragões, testando e ampliando o conhecimento dos visitantes sobre personagens como Caraxes e Syrax. A exibição foi patrocinada pelo banco Nubank, em parceria também com a Outback Steakhouse que proporcionou aos fãs desfrutar de uma experiência gastronômica em uma grande taverna. Uma réplica do dragão Syrax foi colocado no prédio da Nubank em São Paulo. A estrutura tinha 15 metros de altura e ficou na posição vertical no edifício, cobrindo algumas das janelas e andares do mesmo. A réplica foi feita para divulgar tanto a segunda temporada da série, como também o evento patrocinado pelo banco.

## Recepção

### Crítica
| Temporada | Rotten Tomatoes       | Metacritic           |
| --------- | --------------------- | -------------------- |
| 1         | 93% (858 comentários) | 69 ( 43 comentários) |
| 2         | 90% (31 comentários)  | 70 (18 comentários)  |

Temporada 1
No site de agregação de resenhas Rotten Tomatoes, a série possui um índice de aprovação de 93% com uma classificação média de 8,10/10, com base em 858 avaliações. Enquanto no Metacritic, que usa uma média ponderada, a série recebeu uma pontuação de 69 em 100 com base em 43 críticas, indicando "críticas geralmente favoráveis".
Escrevendo para o The Times, Ben Dowell diz que o projeto é "fantástico e terroso, maluco, exatamente coloquial. Visualmente suntuoso, bem atuado e bem escrito". Nick Hilton, do The Independent, diz que é "maior, mais ousado e mais sangrento que Game of Thrones". Jaime Lovett, do Comic Book, diz que "tudo parece deslumbrante. A grandesa medieval dos cenários e os fantásticos efeitos especiais. A direção é impecável, especialmente o 1° episódio. Televisão lindamente trabalhada e atraente".
Para Stephen Kelly da BBC, a série é um "trabalho rico e textualizado, bem escrito e bem dirigido que é mais sombrio e sofisticado que o original". Em sua crítica para o Mashable, Belen Edwards disse que a série é "excelente por completo, conciliando personagens memoráveis, alta fantasia e emoções intensas com facilidade". Lorraine Ali, do The Los Angeles Times, diz que "House of the Dragon recaptura o poder e a grandeza da original, enquanto acrescenta uma compreensão  profunda de suas personagens femininas que Game of Thrones levou anos para encontrar". Lucy Mangan, do The Guardian, diz que a série é "tão grande quanto o auge de sua antecessora. Divertido, de aparência fantástica e pronto para viciar novamente".
Em relação a críticas negativas, Alan Sepinwall da Rolling Stone chamou os personagens de “uniformemente maçantes” e dizendo: “Intrigas no palácio e questões de sucessão e legitimidade eram, é claro, uma grande parte de Game of Thrones, mas longe de ser a única parte... Construir um show inteiro em torno desse assunto e preenchê-lo com uma gangue de Targareyns, em sua maioria severos, dá a todo o projeto o ar das prequelas de Star Wars." Em sua crítica para o The Wrap, Natalie Oganesyan afirma que a prequela “não pega fogo” e é uma “imitação pálida do que uma expansão convincente”.  Ele diz em sua crítica: “Embora pareça que há muita carne nesses velhos ossos de dragão, o enredo nunca ganha asas. Rhaenyra não é Daenerys. A sagacidade que sempre esteve lá para fermentar até os momentos mais mordazes?  Se foi. O sexo? Seco. Principalmente, são pessoas desagradáveis fazendo coisas desagradáveis umas com as outras com menos tensão, menos em jogo e sem aventuras de dragão.”
Temporada 2
No Rotten Tomatoes, a segunda temporada possui índice de aprovação de 90%, com base em 31 avaliações, com nota média de 7,6/10.  O consenso crítico do site diz: "Aproximando-se de seu cataclismo dinástico com um passo deliberado em vez de um galope de ataque, House of the Dragon cuidadosamente estabelece seus riscos emocionais para tornar o espetáculo de fogo ainda mais abrasador." No Metacritic, a temporada recebeu uma pontuação de 74 em 100 com base em 18 críticas, indicando "avaliações geralmente favoráveis".
Ed Power, do The Telegraph, escreveu que a segunda temporada é "um blockbuster crescente e estrondoso que rivaliza com qualquer coisa no cinema. Seja emoldurado pelas luzes de velas ou pelas chamas do fogo do dragão, é incrivelmente lindo e muito mais épico do que qualquer coisa que você encontrará na tela grande."
Dan Jolin do Empire deu quatro estrelas de cinco para a temporada, dizendo que "a segunda temporada de House of the Dragon é a campeã da Televisão de prestígio (...) Cooke e D'Arcy - ao lado de Sonoya Mizuno, saboreando seu papel de Verme Branco - nunca deixam a bola cair. O mesmo deve ser dito de seus colegas de elenco masculinos: não há um elo fraco em todo o conjunto." Já Thereza Lacson, da Collider, também comenta dizendo que "com tanta complexidade e impacto visual, House of the Dragon pode ser simplesmente a melhor série de fantasia da década, e mais do que faz jus ao legado da franquia."
Escrevendo para o Decider, Meghan O'Keef argumentou que "para os fãs de Westeros - sua novela incestuosa, construção de mundo luxuosa e tragédia teatral - a segunda temporada de House of the Dragon oferece tudo que você ama e muito mais". Elogiando a temporada, Lyvie Scott da Inverse diz que há "uma melhoria confiante e elegante em relação à primeira temporada, tento se estabelecido em elenco, personagens e e época."

### Público

#### Visão geral
| Temporada | Dia e horário (E.T.) | Emissora | Episódios | Episódios | Episódios | Episódios | Episódios | Episódios | Episódios | Episódios | Episódios | Episódios | Audiência nos EUA (em milhões) |
| Temporada | Dia e horário (E.T.) | Emissora | 1         | 2         | 3         | 4         | 5         | 6         | 7         | 8         | 9         | 10        | Audiência nos EUA (em milhões) |
| --------- | -------------------- | -------- | --------- | --------- | --------- | --------- | --------- | --------- | --------- | --------- | --------- | --------- | ------------------------------ |
| 1         | Domingo 9:00 p.m.    | HBO      | 2.17      | 2.26      | 1.75      | 1.80      | 1.82      | 1.85      | 1.88      | 1.73      | 1.55      | 1.84      | 1.87                           |
| 2         | 1.32                 | HBO      | 1.30      | 1.16      | 1.24      | 1.23      | 1.29      | 1.22      | 1.47      | -         | -         | 1.28      |                                |

#### Records de visualização e audiências
No dia seguinte à estreia da série, a HBO afirmou que o episódio foi visto por cerca de 9,99 milhões de espectadores nos EUA em sua primeira noite de disponibilidade – incluindo os espectadores no HBO Max – que a HBO disse ser a maior audiência em uma estreia de série na história do canal.  Ao anunciar a renovação da segunda temporada quatro dias depois, a rede disse que o episódio havia sido assistido por mais de 20 milhões de espectadores lineares, de streaming e sob demanda nos EUA até aquele momento.  De acordo com a Samba TV, 4,8 milhões de lares americanos assistiram ao episódio na HBO Max nos primeiros três dias.  Após uma semana de disponibilidade, a audiência subiu para quase 25 milhões nos EUA em todas as plataformas.
O tamanho do público durante a estreia do programa fez com que o HBO Max travasse para alguns usuários, principalmente aqueles que usavam dispositivos Amazon Fire TV.   O Downdetector relatou 3.700 instâncias do aplicativo não respondendo. Também houve relatos de problemas generalizados de streaming no serviço parceiro canadense Crave. A Whip Media, que rastreia os dados de audiência dos 22 milhões de usuários em todo o mundo de seu aplicativo TV Time, afirmou que foi a estreia mais vista na história do aplicativo com base na audiência ao longo de três dias.
O segundo episódio foi assistido por 10,2 milhões de espectadores dos EUA em todas as plataformas quando estreou, com base em dados da Nielsen Corporation e HBO.  Este foi um aumento de 2% em relação ao primeiro episódio.   De acordo com a Whip Media, ele reteve 74% dos espectadores no HBO Max em comparação com o primeiro episódio.  O terceiro episódio foi assistido por mais de 16 milhões de espectadores nos primeiros três dias. A série também foi popular nas mídias sociais, com a estréia do programa sendo o tópico de tendência número um no Twitter e no Google Trends.
O final da primeira temporada foi assistido por 9,3 milhões de telespectadores em todas as plataformas durante sua noite de estreia, que de acordo com a HBO, foi a maior audiência para qualquer final de um programa do canal desde o final da série de Game of Thrones. O programa teve uma média de 9 a 9,5 milhões de espectadores para o episódio final da temporada e 29 milhões de espectadores totais após uma semana de lançamento. Nielsen afirmou em novembro de 2022 que 35% dos espectadores do programa estavam na faixa etária de 18 a 34 anos.
Na segunda temporada, o episódio de estreia "A Son for a Son" foi assistido por 7,8 milhões de pessoas, o que representa uma queda de 22% em relação à estreia da primeira temporada, que teve 10 milhões de telespectadores. Em sua transmissão inicial na HBO, o episódio foi visto por cerca de 1,3 milhão de pessoas. A audiência começou a diminuir nos episódios seguintes, mas por outro lado, o quarto episódio intitulado "The Red Dragon and the Gold" registrou 8,1 milhões de telespectadores no total, superando o episódio de estreia da temporada e mostrando uma recuperação na audiência. Na HBO, esse episódio teve 1,2 milhão de espectadores. Os números permaneceram estáveis no decorrer da temporada. Por fim, a season finale "The Queen Who Ever Was", obteve a maior audiência da temporada, com 8,9 milhões de telespectadores no total e quase 1,5 milhão de espectadores apenas na HBO, o que representa um aumento significativo de 20,5% em relação ao episódio anterior.

### Comparações comThe Rings of Power
Críticos, fãs e a imprensa fizeram comparações entre House of the Dragon e a série de fantasia The Lord of the Rings: The Rings of Power do Prime Video. Como House of the Dragon, The Rings of Power é uma série prequela ambientada milhares de anos antes dos eventos de O Hobbit e O Senhor dos Anéis. O gênero de fantasia semelhante, datas de lançamento próximas e extensa base de fãs foram citados em artigos comparando as duas séries. Comentaristas e fãs descreveram essas comparações como a "maior batalha da história da TV". Mais críticas negativas das duas bases de fãs também incluíram a diversidade de personagens, com alguns folhetins descrevendo algumas das críticas como racistas. Martin afirmou que, embora espere que ambos os shows sejam bem-sucedidos, ele quer ver House of the Dragon "ter mais sucesso", pois os dois shows são "totalmente fabricados pela mídia para manchetes". O co-criador do programa, J.D. Payne, disse que a única competição que ele vê é "com eles mesmos", no entanto, ele deseja o melhor para "qualquer outra pessoa que trabalhe na narrativa".
Financeiramente, o orçamento de The Rings of Power é quase $450 milhões a mais do que House of the Dragon. Ambas as séries tiveram sucesso nas avaliações críticas. Os dois primeiros episódios de The Rings of Power tiveram mais de 1,25 bilhão de minutos de streaming, em comparação com mais de 780 milhões de House of the Dragon, de acordo com a Nielsen e dados próprios. Após o final da temporada de House of the Dragon a audiência do streaming ultrapassou 1 bilhão de minutos de visualização pela primeira vez. De acordo com dados da Nielsen, The Rings of Power é mais popular entre os espectadores mais velhos, com mais de 70% dos espectadores com mais de 35 anos.  Após o final de ambas as séries, a audiência de streaming de The Rings of Power diminuiu ao longo da primeira temporada, enquanto a audiência de House of the Dragon aumentou. Apesar da diferença de idade na audiência, os comentaristas afirmaram que uma das razões pelas quais ambos os programas deram bem foi em parte devido a um cronograma de lançamento consistente que ajudou a criar burburinho nas redes sociais. Ambos os programas destacaram as "guerras de streaming" entre a Amazon e a HBO e a indústria do entretenimento como um todo.

### Prêmios e Indicações
A lista abaixo apresenta as premiações mais populares onde tanto a equipe (incluindo o elenco), quanto a série de House of the Dragon, foram indicados.
| Prêmio                            | Ano  | Categoria                                                         | Indicado(s)         | Resultado | Ref(s)  |
| --------------------------------- | ---- | ----------------------------------------------------------------- | ------------------- | --------- | ------- |
| Critics' Choice Television Awards | 2023 |                                                                   |                     |           |         |
| Critics' Choice Television Awards | 2023 | Melhor Série de Drama                                             | House of the Dragon | Indicada  | [ 191 ] |
| Critics' Choice Television Awards | 2023 | Melhor Ator em Série de Drama                                     | Matt Smith          | Indicado  | [ 191 ] |
| Critics' Choice Television Awards | 2023 | Melhor Atriz em Série de Drama                                    | Milly Alcock        | Indicada  | [ 191 ] |
| Emmy do Primetime                 | 2024 | Melhor Série de Drama                                             | House of the Dragon | Indicada  | [ 192 ] |
| Globo de Ouro                     | 2023 |                                                                   |                     |           |         |
| Globo de Ouro                     | 2023 | Melhor Série Dramática                                            | House of the Dragon | Venceu    | [ 193 ] |
| Globo de Ouro                     | 2023 | Melhor Atriz em Série Dramática                                   | Emma D'Arcy         | Indicada  | [ 193 ] |
| Globo de Ouro                     | 2025 | Melhor Atriz em Série Dramática                                   | Emma D'Arcy         | Indicada  | [ 194 ] |
| MTV Movie & TV Awards             | 2023 | Melhor Performance Revelação                                      | Emma D'Arcy         | Indicada  | [ 195 ] |
| People's Choice Awards            | 2022 | Melhor Série de Televisão                                         | House of the Dragon | Indicada  | [ 196 ] |
| People's Choice Awards            | 2022 | Melhor Série de Ficção científica e Fantasia                      | House of the Dragon | Indicada  | [ 196 ] |
| Saturn Awards                     | 2024 | Melhor Série de Televisão de Fantasia                             | House of the Dragon | Indicada  | [ 197 ] |
| Saturn Awards                     | 2024 | Melhor Atriz em Série de Televisão                                | Emma D'Arcy         | Indicada  | [ 197 ] |
| Saturn Awards                     | 2024 | Melhor Ator em Série de Televisão                                 | Matt Smith          | Indicado  | [ 197 ] |
| Saturn Awards                     | 2024 | Melhor Performance de um Jovem Ator na Televisão                  | Milly Alcock        | Indicada  | [ 197 ] |
| Saturn Awards                     | 2025 | Melhor Série de Televisão de Fantasia                             | House of the Dragon | Venceu    | [ 198 ] |
| Saturn Awards                     | 2025 | Melhor Atriz em Série de Televisão                                | Emma D'Arcy         | Indicada  | [ 198 ] |
| Saturn Awards                     | 2025 | Melhor Ator Coadjuvante em Série de Televisão                     | Matt Smith          | Indicado  | [ 198 ] |
| Satellite Awards                  | 2024 | Melhor Série de Televisão                                         | House of the Dragon | Indicada  | [ 199 ] |
| Screen Actors Guild Awards        | 2023 | Melhor Performance de um Conjunto de Dublês em Série de Televisão | House of the Dragon | Indicada  | [ 200 ] |
| Screen Actors Guild Awards        | 2025 | Melhor Performance de um Conjunto de Dublês em Série de Televisão | House of the Dragon | Indicada  | [ 201 ] |